# Karsy (województwo małopolskie)
Karsy (Karszy 1385, Karsi 1470-80) – wieś w Polsce położona w województwie małopolskim, w powiecie dąbrowskim.
Leży nad Wisłą, kilka kilometrów na północ od stolicy gminy – Gręboszowa. Powierzchnia Kars wynosi 241,74 ha.
Miejscowość ma walory turystyczne, np. sąsiedztwo Wisły, miejsca lęgowe ptaków wodnych, miejsce do połowu ryb oraz drogi do uprawiania kolarstwa (przez Karsy przebiega Wiślana Trasa Rowerowa oraz rowerowy Bursztynowy Szlak Greenways). We wsi znajduje się kilka zabytkowych figur oraz krzyży (w tym figura Jezusa Frasobliwego z 1860 roku).
W Karsach działa założony w 1995 roku Ludowy Zespół Sportowy „Strażak”, którego mecze odbywają się na miejscowym boisku piłkarskim.
W Programie I Polskiego Radia codziennie podawany jest stan wody na Wiśle w Karsach, dostępny jest on także w serwisie internetowym IMGW „Pogodynka”.
Integralną częścią miejscowości jest Bugaj.

## Historia
Powstanie Kars datuje się na XIII wiek.
Obecna nazwa miejscowości ukształtowała się w XIV wieku i pochodzi od zdrobniałego imienia Kars, zaś według miejscowych podań pochodzi od karpi i os niegdyś powszechnie występujących na tym obszarze. Znane są też nazwy Karszy 1385 i Karsi 1470–1480.
Pierwsza wzmianka źródłowa o Karsach pochodzi z 1385 roku, a o Kątach (Kanthi) z 1391 roku. Kąty z biegiem lat zostały przyłączone do granic administracyjnych Kars. W 1474 roku wzmiankowany jest Krzesz z Kars, miejscowość wymienia też w Liber Beneficiorum Jan Długosz, podając jednocześnie, że gręboszowski pleban ma tam łąkę. W 1610 roku obok Kars założono miejscowość Wola Karska (ostatni raz wzmiankowaną w 1723 roku), później podobnie jak Kąty została włączona w granice Kars. W 1622 roku ówczesny właściciel – Gabriel hr. Tarnowski, nadał miejscowość jezuitom kościoła św. Piotra i Pawła w Krakowie. Jezuici posiadali Karsy do czasu kasacji zakonu w 1773 roku. W 1777 roku wieś kupił Franciszek Wodzicki herbu Leliwa od władz austriackich.
Na początku XIX wieku dobra gręboszowskie (w tym Karsy) odkupił od Wodzickich gen. Józef Bonawentura Załuski. W końcu XIX wieku wieś należała do Jadwigi hr. z Załuskich Kwileckiej a sama wieś liczyła 379 mieszkańców. Wówczas folwark wsi nazywał się Mytnica.
Miejscowość od początku istnienia należy do parafii Wniebowzięcia NMP w Gręboszowie.
W latach 1975–1998 miejscowość administracyjnie należała do województwa tarnowskiego.